# Lijst van voetbalinterlands Sierra Leone - Swaziland
Deze lijst van voetbalinterlands is een overzicht van alle officiële voetbalwedstrijden tussen de nationale teams van Sierra Leone en Swaziland. De landen hebben tot op heden twee keer tegen elkaar gespeeld. De eerste wedstrijd, een kwalificatiewedstrijd voor de Afrika Cup 2015, vond plaats op 18 mei 2014 in Lobamba. Het laatste duel, de returnwedstrijd in dezelfde kwalificatiereeks, werd gespeeld in Freetown op 31 mei 2014.

## Wedstrijden
| № | Plaats   | Datum       | Competitie                   | Wedstrijd                | Uitslag |
| - | -------- | ----------- | ---------------------------- | ------------------------ | ------- |
| 1 | Lobamba  | 18 mei 2014 | Afrika Cup 2015 kwalificatie | Swaziland − Sierra Leone | 1 − 1   |
| 2 | Freetown | 31 mei 2014 | Afrika Cup 2015 kwalificatie | Sierra Leone − Swaziland | 1 − 0   |

## Samenvatting
| Competitie        | Totaal gespeeld | Winst Sierra Leone | Gelijk | Winst Swaziland | Doelsaldo Sierra Leone – Swaziland |
| ----------------- | --------------- | ------------------ | ------ | --------------- | ---------------------------------- |
| Vriendschappelijk | 2               | 1                  | 1      | 0               | 2 − 1                              |
| Totaal            | 2               | 1                  | 1      | 0               | 2 − 1                              |

SLFA · 
A-internationals · 
Sierra Leoons vrouwenelftal
1966 – 1979 · 
1980 – 1989 · 
1990 – 1999 · 
2000 – 2009 · 
2010 – 2019 ·
2020 − 2029
Algerije ·
Angola ·
Benin ·
Burkina Faso ·
Burundi ·
China ·
Comoren ·
Congo-Brazzaville ·
Congo-Kinshasa ·
Djibouti ·
Egypte ·
Equatoriaal-Guinea ·
Ethiopië ·
Gabon ·
Gambia ·
Ghana ·
Guinee ·
Guinee-Bissau ·
Irak ·
Iran ·
Ivoorkust ·
Jordanië ·
Kaapverdië ·
Kameroen ·
Kenia ·
Lesotho ·
Liberia ·
Malawi ·
Mali ·
Marokko ·
Mauritanië ·
Niger ·
Nigeria ·
Sao Tomé en Principe ·
Senegal ·
Seychellen ·
Soedan ·
Somalië ·
Swaziland ·
Togo ·
Tsjaad ·
Tunesië ·
Zambia ·
Zuid-Afrika
NFAS · 
Swazisch vrouwenelftal
1968 · 
1969 · 
1970 · 
1971 · 
1972 · 
1973 · 
1974 · 
1975 · 
1976 · 
1977 · 
1978 · 
1979 · 
1980 · 
1981 · 
1982 · 
1983 · 
1984 · 
1986 · 
1987 · 
1988 · 
1989 · 
1990 · 
1991 · 
1992 · 
1993 · 
1994 · 
1995 · 
1996 · 
1997 · 
1998 · 
1999 · 
2000 · 
2001 · 
2002 · 
2003 · 
2004 · 
2005 · 
2006 · 
2007 · 
2008 · 
2009 · 
2010 · 
2011 · 
2012 · 
2013 · 
2014 ·
2015 ·
2016 ·
2017 ·
2018 ·
2019 ·
2020 ·
2021 ·
2022 ·
2023 ·
2024
Angola ·
Botswana ·
Burkina Faso ·
Comoren ·
Congo-Brazzaville ·
Congo-Kinshasa ·
Djibouti ·
Egypte ·
Eritrea ·
Gabon ·
Ghana ·
Guinee ·
Guinee-Bissau ·
Kaapverdië ·
Kameroen ·
Kenia ·
Lesotho ·
Libië ·
Madagaskar ·
Malawi ·
Mali ·
Mauritius ·
Mozambique ·
Namibië ·
Niger ·
Nigeria ·
Senegal ·
Seychellen ·
Sierra Leone ·
Soedan ·
Somalië ·
Tanzania ·
Togo ·
Tunesië ·
Zambia ·
Zimbabwe ·
Zuid-Afrika